# Atkarsk
Huyện Atkarsk (tiếng Nga: ? райо́н) là một huyện hành chính tự quản (raion), của Tỉnh Saratov, Nga. Huyện có diện tích 11 km². Trung tâm của huyện đóng ở Atkarsk.